# Dasineura coffeae
Dasineura coffeae är en tvåvingeart som först beskrevs av Barnes 1939.  Dasineura coffeae ingår i släktet Dasineura och familjen gallmyggor.
Artens utbredningsområde är Kongo. Inga underarter finns listade i Catalogue of Life.